# 長鳴鶏
長鳴鶏（ながなきとり）とは、通常の鶏より長く鳴くように品種改良された鶏のこと。

## 解説
鶏の「とき」は報晨用に利用されていたが、やがて鳴き声を楽しむために長鳴鶏が作り出された。東天紅、声良、唐丸、ドイツのクリューエル種などがある。インドネシアでは、アオエリヤケイとの一代雑種を鳴き合わせに使う。
普通の雄鶏の鳴き声は1-2秒だが、長鳴鶏は25秒に達するものもいる。
『古事記』にて、太陽神である天照大神が天岩戸に籠った際に、常世長鳴鳥を集めて鳴かせている。これは鶏が早朝に鳴き声を上げて太陽を呼び起こすことを再現したものである。

## 品種
日本では以下の3種が三鳴鶏として知られる。
- 東天紅鶏 - 土佐地方原産
- 声良鶏 - 東北地方原産
- 唐丸 - 新潟県

海外では、
- アヤム・ケタワ（英語版） - インドネシア
- デニズリ鶏（トルコ語版） - トルコの鳴き声が長い鶏。地元住民たちが長く鳴くように品種改良を行っていった結果生まれた品種
- ベルギッシャ・クレーア（英語版） - ドイツのノルトライン＝ヴェストファーレン州で盛ん
- ユルロフ鶏（英語版） - ロシア
- コソボ長鳴鶏（英語版） - コソボ

など